# Rambod Javan
Rambod Javan, ou Djavan (en persan: رامبد جوان), né le 22 décembre 1971 à Téhéran, est un acteur, réalisateur, journaliste de télévision, de cinéma et de théâtre. Il était le mari de Sahar Dolatshahi et Negar Javaherian.

## Cinéma et télévision
Il a débuté en théâtre et s’est dirigé ensuite vers la télévision et le cinéma. Il a joué dans les onze films. La réalisation du film Sourati (Rose) est son premier travail au cinéma.
Après à une courte présence dans la série télévisée Hamsaran (les couples), il interprète Farid Sabahi dans la série Khaneh Sabz (La Maison verte).

## Réalisateur
Il a réalisé trois séries télévisées : Gomgashteh (Disparu) diffusée par le canal 1 de l'IRIB en 2001, Neshani  sur l’antenne de canal 2 de l'IRIB en 2009, Mosaferan  (Voyageurs).
La réalisation de Spaghetti en 8 minutes lui a valu le prix du meilleur réalisateur au 20e Festival de film de l’enfance et de la jeunesse en 2005.

## Filmographie
- 2009 : Entrée interdite aux hommes (réalisateur, acteur)
- 2008 : Le Fils d’Adam, la fille d’Ève (réalisateur, acteur)
- 2008 : Une nuit à Téhéran de Bahram Kazemi (acteur)
- 2007 : Boîte de musique de Farzad Motamen (acteur)
- 2007 : Entrevue (acteur)
- 2006 : Zan-e Badali de Mehrdad Mirfalah (acteur)
- 2006 : Soghat Farang de Kamran Ghadakchian (acteur)
- 2006 : Nasl-e Jadouei de Iraj Karimi (acteur)
- 2004 : Spaghetti en 8 minutes (réalisateur, acteur)
- 2004 : Mex de Saman Moghadam (acteur)
- 2003 : Rose de Feraydoun Jayrani (acteur)
- 2000 : Cinderella de Bijan Birang et Massoud Rassam (acteur)
- 1999 : Momie III de Mohammad Reza Honarmand (acteur)
- 1997 : Aide-moi de Rassoul Molagholipour (acteur)
- 1997 : Posht-e Divar Shab (acteur)

## Télévision
- 2009 : Voyageurs, série télévisée (réalisateur, acteur)
- 2007: Neshani, Série télévisée  (Réalisateur, Acteur)
- 2001: Disparu, Série télévisée  (Réalisateur, Acteur)
- 1999: Velayat Eshgh de Mehdi Fakhimzadeh  (Acteur)
- 1998: Kot-e Jadouei  de Mohammad Hossein Latifi  (Acteur)
- 1998: Hôtel de Marzieh Brouman  (Acteur)
- 1997: Tavali Diger (Une autre naissance)  (Scénariste)
- 1997: Dar Hamin Havali  (Scénariste)
- 1997: Sarzamin Sabz (La terre verte) de Bijan Birang et Massaoud Rassam  (Acteur)
- 1996: Khaneh Sabz (Maison verte) de Bijan Birang et Massaoud *Rassam  (Acteur)
- 1995-1996: Un autre genre de Behrouz Baghaei  (Acteur)
- 1995 : Froushgah  d’Ahmad Behbahani  (Acteur)
- 1995 : Noruz 74 (Acteur)
- 1994 : Économiser de l’eau (acteur)